# Lac Frey
Le Lac Frey est un lac andin d'origine glaciaire situé en Argentine, à l'ouest de la province de Río Negro, dans le département de Bariloche, en Patagonie. 

## Géographie

Carte du parc national Nahuel Huapi.

Le lac Frey s'allonge d'ouest en est sur quelque 2,75 kilomètres dans une profonde vallée glaciaire entourée de cimes enneigées et dominée à l'est par le Mont Tronador. Il se situe au sud-ouest du bras Tristeza du lac Nahuel Huapi, non loin de la frontière chilienne. À son extrémité orientale, il possède un prolongement étroit dirigé vers le nord et long d'un kilomètre environ. De l'extrémité nord de ce prolongement naît son émissaire, le río Frey. 

Le lac Frey est entièrement situé au sein du parc national Nahuel Huapi.

## Émissaire
Le río Frey, long de plus ou moins deux kilomètres, se jette dans le bras Tristeza du lac Nahuel Huapi. 